# 前線
前線指战争中雙方交火的地点或士兵。後來又指服务行业或社会低层的劳动者，因他們負責對外接觸方面的最前行列，例如售货员、清洁工、保安，並不包括管理層的應酬活動。

## 軍事上的前線

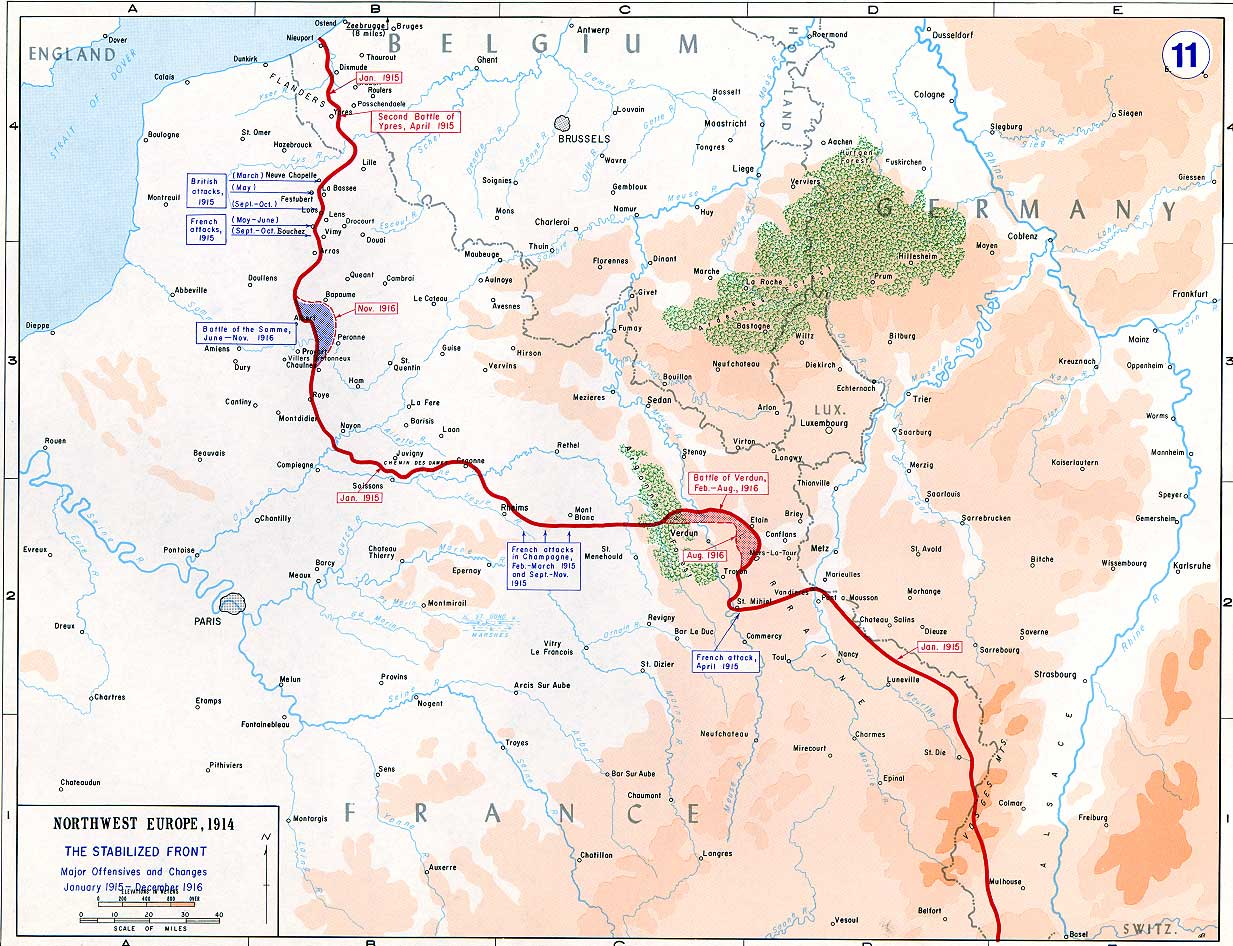
一戰西方前線1915～1916年

前線一般是指交戰兩軍的交火邊境，小的可以是一個戰略要點，範圍大甚至是包含整個戰區。
- 在波蘇戰爭與二戰時，紅軍與波蘭陸軍曾用"前線"(front)稱呼集團軍群。
- 二戰納粹德國自史達林格勒與莫斯科撤退時，曾指定多個二軍爭奪的戰略要點城市為「前線城市」(front line city)。被頒布為前線城市後會開始戒嚴與嚴格的軍事管制，知名電影帝國毀滅即演出被頒布為前線城市的柏林之慘況